# Century Media Records
Century Media Records neovisna je diskografska kuća s uredima u SAD-u, Brazilu, Njemačkoj, Australiji, Francuskoj, Italiji, Švedskoj, FInskoj i Ujedinjenom Kraljevstvu. Objavljuje diskografska izdanja rock, punk i heavy metal sastava.

## Povijest
Osnovao ju je Robert Kampf 1988. godine u Dortmundu. Prvi album objavljen pod Century Medijom koji se našao na Billboard 200 top ljestvici bio je Comalies talijanskog sastava Lacuna Coil.

## Sastavi
Neki od sastava koji imaju ili su imali potpisan ugovor s Century Medijom:
| Trenutačni sastavi - 3 Inches of Blood - The Agonist - Arch Enemy - Architects - Caliban - Dark Tranquillity - Deicide - Divine Heresy - Finntroll - Firewind - God Forbid - The Haunted - Heaven Shall Burn | - Iced Earth - In Flames - In This Moment - Lacuna Coil - Napalm Death - Nevermore - Orphaned Land - Paradise Lost - Suicide Silence - Terror - Turisas - UnSun - Warbringer |

| Bivši sastavi - Avantasia - Behemoth - Blind Guardian - Bloodbath - Carnal Forge - Celtic Frost - Children of Bodom - Cryptopsy - Darkane - Dimmu Borgir - Exodus - Gorgoroth - Hatesphere - Holy Moses - Kalmah | - Marduk - Mayhem - Moonspell - Nightwish - Norther - Opeth - Rotting Christ - Satyricon - Soilwork - Sonata Arctica - Strapping Young Lad - Tankard - Theatre of Tragedy - Witchery - Zonaria |

## Vanjske poveznice
- Službena stranica